# 伽莫夫环形山
伽莫夫环形山（Gamow）是位于月球背面北半球的一座大撞击坑，约形成于45.5-39.2亿年前的前酒海纪，其名称取自二十世纪俄裔美籍理论物理学家、宇宙学家、科普作家以及早期勒梅特大爆炸论创立者乔治·伽莫夫（1904年-1968年），1970年被国际天文学联合会批准接受。

## 描述
该陨坑西北毗邻巨大的环壁平原-史瓦西环形山、北面靠近西尔斯环形山、谢尔勒鲁普环形山位于它的东北、东面坐落了阿伏伽德罗环形山，伽莫夫环形山的东南和西南分别横矗立着奥伯特陨石坑和奥利维尔环形山、而它的南面则横亘着斯特默环形山。该陨坑中心月面坐标为65°18′N 145°18′E / 65.3°N 145.3°E，直径113.9公里，深度2.9公里。
伽莫夫环形山是一座已磨损和侵蚀的陨石坑，破损的坑壁覆盖了多座撞击坑，其中东半侧坑壁损毁明显，而西半侧则未有直接的撞击。西侧外壁紧靠了卫星坑伽莫夫 V、而东北坑壁上坐落了卫星坑伽莫夫 A和伽莫夫 B。陨坑内部容积约为18000立方千米，在西侧内壁坡上显示有一条径向的切槽。碗状的坑底相对平坦，表面显示有各种大小不同的陨石坑，中心点附近有一座其外观在地表上只剩下边缘的变余结构或幽灵坑。

## 卫星陨石坑
按惯例，最靠近伽莫夫环形山的卫星坑将在月图上以字母标注在它的中心点旁边。

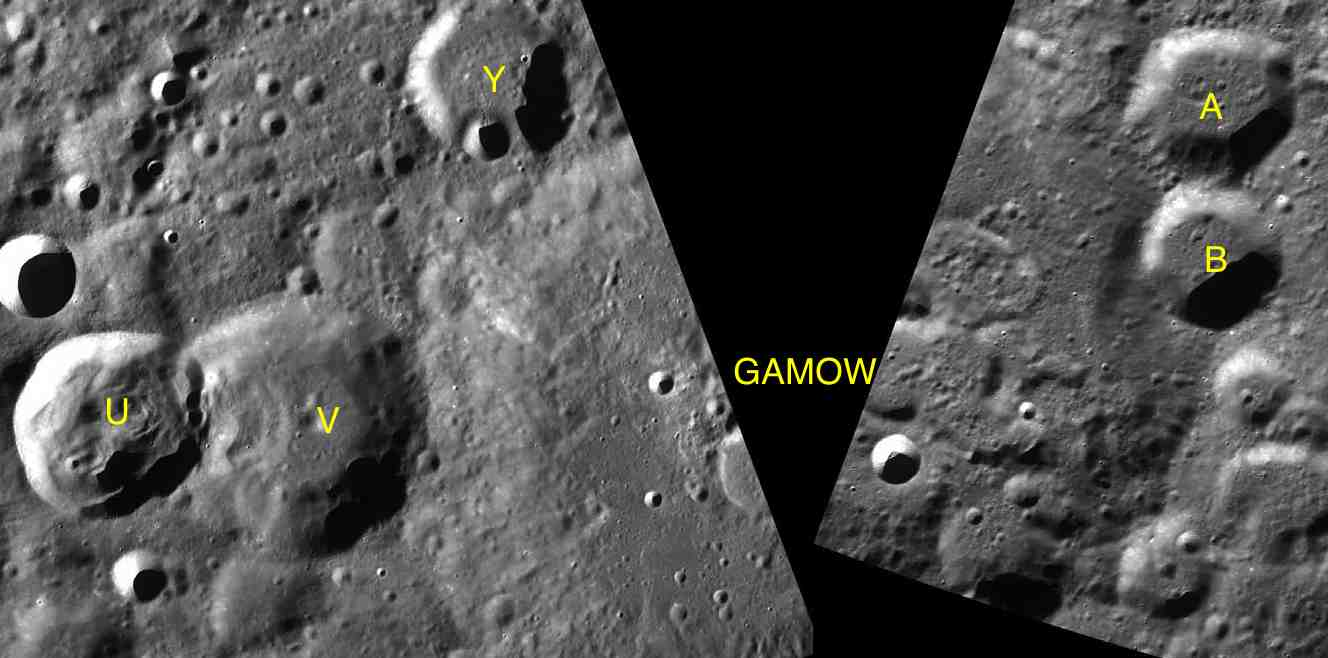
LAC-6与LAC-7拼接图

| 伽莫夫 | 纬度    | 经度     | 直径    |
| ------ | ------- | -------- | ------- |
| A      | 67.3° N | 148.8° E | 31 公里 |
| B      | 66.4° N | 149.5° E | 26 公里 |
| U      | 66.7° N | 137.0° E | 39 公里 |
| V      | 66.3° N | 139.7° E | 49 公里 |
| Y      | 67.8° N | 143.9° E | 27 公里 |

- 卫星坑伽莫夫 U约形成于晚雨海世[1]；
- 卫星坑伽莫夫 V约形成于酒海纪[1]。

## 另请参阅
- Andersson, L. E.; Whitaker, E. A. . NASA RP-1097. 1982.
- Blue, Jennifer. . USGS. July 25, 2007  [2007-08-05]. （原始内容存档于2012-04-08）.
- Bussey, B.; Spudis, P. . New York: Cambridge University Press. 2004. ISBN 978-0-521-81528-4.
- Cocks, Elijah E.; Cocks, Josiah C. . Tudor Publishers. 1995. ISBN 978-0-936389-27-1.
- McDowell, Jonathan. . Jonathan's Space Report. July 15, 2007  [2007-10-24]. （原始内容存档于2012-05-26）.
- Menzel, D. H.; Minnaert, M.; Levin, B.; Dollfus, A.; Bell, B. . Space Science Reviews. 1971, 12 (2): 136–186. Bibcode:1971SSRv...12..136M. doi:10.1007/BF00171763.
- Moore, Patrick. . Sterling Publishing Co. 2001. ISBN 978-0-304-35469-6.
- Price, Fred W. . Cambridge University Press. 1988. ISBN 978-0-521-33500-3.
- Rükl, Antonín. . Kalmbach Books. 1990. ISBN 978-0-913135-17-4.
- Webb, Rev. T. W.  6th revised. Dover. 1962. ISBN 978-0-486-20917-3.
- Whitaker, Ewen A. . Cambridge University Press. 1999. ISBN 978-0-521-62248-6.
- Wlasuk, Peter T. . Springer. 2000. ISBN 978-1-85233-193-1.